# Ma bonne étoile (chanson)
Pour l’article homonyme, voir Ma bonne étoile.
Singles de Joe Dassin
Siffler sur la colline
(1968) Le Petit Pain au chocolat
(1968)
Ma bonne étoile est une chanson de Joe Dassin qui était la piste 1 de la seconde face de son album de 1969 Joe Dassin (Les Champs-Élysées).
C'est une reprise de la chanson italienne Non illuderti mai, interprétée par Orietta Berti. Son texte a été adapté en français par Pierre Delanoë.
Sortie en single en 1968, Ma bonne étoile s'est classée n°1 des ventes en France durant cinq semaines entre fin 1968 et début 1969, s'écoulant à plus de 300 000 exemplaires.

## Liste des pistes
Single 45 tours (CBS 3844)
1. Ma bonne étoile (2:37)
2. Un peu comme toi (2:48)

## Classements
| Classement (1968—1969)                  | Meilleure position |
| --------------------------------------- | ------------------ |
| France (IFOP)                           | 1                  |
| Belgique (Wallonie Ultratop 50 Singles) | 4                  |